# Pierantonio Tremolada
Pierantonio Tremolada (Lissone, 4 de outubro de 1956) é desde 12 de julho de 2017 o bispo católico de Brescia, Itália.

## Biografia
Nasceu em Bareggia, povoado de Lissone, província de Monza e Brianza e arquidiocese de Milão, em 4 de outubro de 1956.

### Formação sacerdotal e ministério
Depois da escola primária, frequentou os seminários arquiepiscopais.
Em 13 de junho de 1981 foi ordenado sacerdote na catedral de Milão pelo Arcebispo Carlo Maria Martini (mais tarde cardeal).
Imediatamente após a ordenação foi enviado a Roma para o Pontifício Seminário Lombardo e frequentou o Pontifício Instituto Bíblico, onde em 1984 obteve a licenciatura em ciências bíblicas e em 1996 o doutorado em ciências bíblicas com uma tese sobre a Paixão segundo o Evangelho de Lucas, dirigido pelo Padre Albert Vanhoye (mais tarde cardeal).
Desde 1985, há mais de 25 anos, leciona a Sagrada Escritura (introdução e exegese do Novo Testamento e do grego bíblico) na Faculdade Teológica do Norte da Itália, sediada no seminário diocesano, e no Instituto Superior de Ciências Religiosas. De 1987 a 1995 foi editor-chefe da revista bíblica Parole di Vita e, a partir do mesmo ano, organizou cursos de formação, promoção e introdução às Sagradas Escrituras nos decanatos e áreas pastorais da Arquidiocese Ambrosiana. Em 1997 foi nomeado pelo Cardeal Carlo Maria Martini reitor para a formação do diaconado permanente, função que desempenhou até 2007, quando foi nomeado pelo Cardeal Dionigi Tettamanzi como colaborador para a formação permanente do clero e chefe da Maria Immacolata Instituto Sacerdotal (ISMI), que atende os sacerdotes dos primeiros cinco anos de ordenação.
No dia 22 de junho de 2012, o Cardeal Angelo Scola anunciou a sua nomeação como vigário episcopal do setor da evangelização e dos sacramentos e presidente da comissão para a formação dos responsáveis pelas instituições de pastoral juvenil, que teve lugar no dia 29 de junho seguinte. Em 2013 tornou-se presidente da Fondazione Oratori Milanesi (FOM).
Em 10 de agosto de 2012, o Papa Bento XVI concedeu-lhe o título honorário de Prelado Honorário de Sua Santidade.

### Ministério episcopal

Brasão do bispo titular de Massita e auxiliar de Milão

Em 24 de maio de 2014, o Papa Francisco nomeou-o bispo auxiliar de Milão e bispo titular de Massita. No dia 28 de junho seguinte recebeu a ordenação episcopal, na catedral de Milão, com os bispos Franco Maria Giuseppe Agnesi e Paolo Martinelli, do Cardeal Angelo Scola, co-consagrando o Cardeal Dionigi Tettamanzi e o Bispo Mario Enrico Delpini (mais tarde Arcebispo).
Em 12 de julho de 2017, o Papa Francisco nomeou-o bispo de Brescia; ele sucedeu Luciano Monari, que renunciou após atingir o limite de idade. No dia 8 de outubro seguinte tomou posse da diocese, na catedral de Bréscia.

Ele ocupa o cargo de delegado para a pastoral escolar e universitária na Conferência Episcopal Lombarda. Na Conferência Episcopal Italiana é membro da Comissão para a educação, escolas e universidades católicas, de 2015 a 2021, e da Comissão para os leigos, desde 2021.
No dia 14 de junho de 2022, durante uma conferência de imprensa, anunciou que seria submetido a uma operação de transplante de medula tornada necessária por uma patologia sanguínea, razão pela qual confiou, durante a sua ausência, a liderança pastoral da diocese ao vigário geral Mons. Gaetano Fontana, e ao Vigário Episcopal para a Pastoral e os Leigos, Dom Carlo Tartari. No dia 8 de janeiro de 2023, recuperado da doença, regressou à diocese para retomar o ministério episcopal.

## Lema
Haurietis de fontibus salutis